# Whitingham
Whitingham ist eine Town im Windham County des Bundesstaates Vermont in den Vereinigten Staaten mit 1.344 Einwohnern (laut Volkszählung von 2020).

## Geografie

### Geografische Lage
Whitingham liegt im Südwesten des Windham Countys, mit den Ausläufern der Green Mountains und dem Deerfield River im Westen. Das Hariman Reservoir im Nordwesten ist zwar von der Town umgeben, gehört jedoch nicht zum Gebiet der Town. Das größte Gewässer ist der Sadawga Lake im Zentrum, daneben gibt es weitere kleinere Seen und Flüsse. Die State Route 100 führt von Westen am Hariman Reservoir vorbei nach Norden. Die höchste Erhebung ist der 674 m hohe, zentral gelegene Streeter Hill.

### Nachbargemeinden
Alle Entfernungen sind als Luftlinien zwischen den offiziellen Koordinaten der Orte aus der Volkszählung 2010 angegeben.
- Norden: Wilmington, 3,3 km
- Nordosten: Marlboro, 15,2 km
- Osten: Halifax, 13,5 km
- Südosten: Heath, MA, 5,9 km
- Süden: Rowe, MA, 5,2 km
- Südwesten: Monroe, MA, 13,0 km
- Westen: Readsboro, 11,5 km

### Stadtgliederung
Das mit eigenständigen Rechten versehene Village Jacksonville ist ein wichtiger Siedlungskern in der Town Whitingham.

### Klima
Die mittlere Durchschnittstemperatur in Whitingham liegt zwischen −7,8 °C (18 °Fahrenheit) im Januar und 19,4 °C (67 °Fahrenheit) im Juli. Die Schneefälle zwischen Oktober und Mai liegen mit bis zu knapp einem halben Meter (16 Inch) etwa doppelt so hoch wie die mittlere Schneehöhe in den USA. Die tägliche Sonnenscheindauer liegt am unteren Rand des Wertespektrums der USA.

## Geschichte
Whitingham wurde am 12. März 1770 gegründet. Nathan Whiting, der im Jahr 1767 eine Petition bezüglich der Besiedlung des Gebietes an den kommissarischen Gouverneur der Provinz New York, Cadwallader Colden, geschrieben hatte, erhielt mit zwölf weiteren Personen einen Grant für das Gebiet.

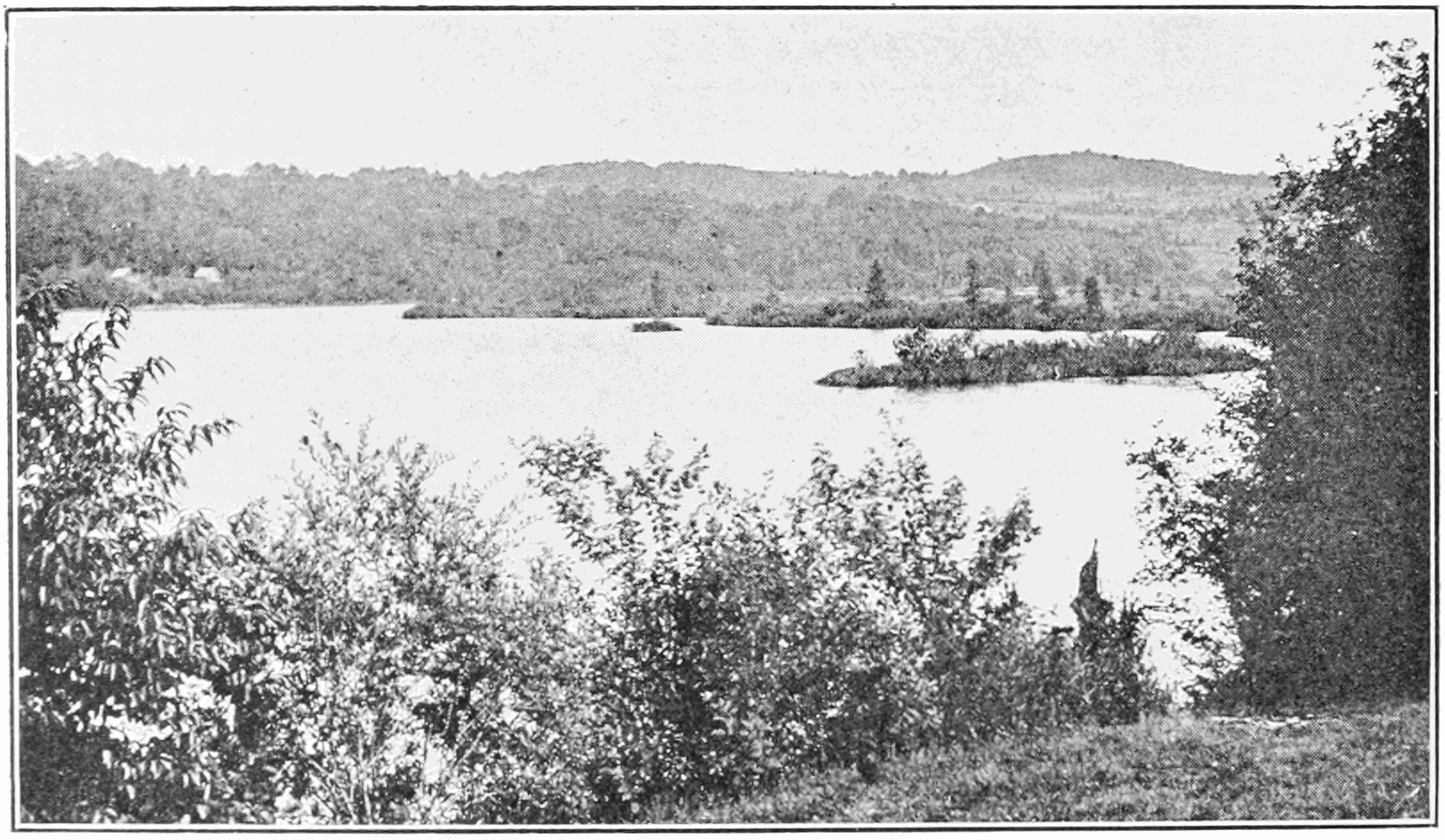
Schwimmende Inseln auf dem Sadawga Lake

Whitingham bestehet aus den Villages Whitingham und Jacksonville. Die Town liegt am Sadawga Lake. Anfänglich war Whitingham als Sadawga Springs bekannt, später wurde es nach Nathan Whiting in Whitingham umbenannt. Jacksonville war ursprünglich als Point Pleasant bekannt und wurde im Jahr 1834 zu Ehren von Präsident Andrew Jackson in Jacksonville umbenannt.
In Whitingham wurde im Jahr 1801 Brigham Young, ein Führer der Mormonen und der Gründer von Salt Lake City, geboren.
Im Jahr 1923 wurde der Damm des Harriman Reservoirs gebaut, das nach dem Ingenieur Henry I. Harriman, der den Damm konstruiert hatte, benannt wurde. Das Harriman Reservoir wird auch Lake Whitingham genannt. Das erste Gebäude der Town befand sich auf dem Gebiet, welches später durch das Wasser des Lake Whitingham überflutet wurde.
Der Town Hill befindet sich zwischen Jacksonville und Whitingham. Er war der Ort der größten frühen Siedlung, mit Kirchen, Geschäften, dem Postamt und Schulen. Die erste Kirche auf dem Town Hill wurde im Jahr 1799 gegründet. Sie wurde von allen Konfessionen genutzt.

### Religionen
Knapp 69 % der Bewohner von Whitingham gehören keiner religiösen Gemeinschaft an, etwa 20 % sind katholisch und etwa 10 % sind Protestanten.

### Einwohnerentwicklung
| Volkszählungsergebnisse – Town of Whitingham, Vermont | Volkszählungsergebnisse – Town of Whitingham, Vermont | Volkszählungsergebnisse – Town of Whitingham, Vermont | Volkszählungsergebnisse – Town of Whitingham, Vermont | Volkszählungsergebnisse – Town of Whitingham, Vermont | Volkszählungsergebnisse – Town of Whitingham, Vermont | Volkszählungsergebnisse – Town of Whitingham, Vermont | Volkszählungsergebnisse – Town of Whitingham, Vermont | Volkszählungsergebnisse – Town of Whitingham, Vermont | Volkszählungsergebnisse – Town of Whitingham, Vermont | Volkszählungsergebnisse – Town of Whitingham, Vermont |
| Jahr                                                  | 1800                                                  | 1810                                                  | 1820                                                  | 1830                                                  | 1840                                                  | 1850                                                  | 1860                                                  | 1870                                                  | 1880                                                  | 1890                                                  |
| ----------------------------------------------------- | ----------------------------------------------------- | ----------------------------------------------------- | ----------------------------------------------------- | ----------------------------------------------------- | ----------------------------------------------------- | ----------------------------------------------------- | ----------------------------------------------------- | ----------------------------------------------------- | ----------------------------------------------------- | ----------------------------------------------------- |
| Einwohner                                             | 868                                                   | 1.248                                                 | 1.397                                                 | 1.477                                                 | 1.391                                                 | 1.380                                                 | 1.372                                                 | 1.263                                                 | 1.240                                                 | 1.191                                                 |
| Jahr                                                  | 1900                                                  | 1910                                                  | 1920                                                  | 1930                                                  | 1940                                                  | 1950                                                  | 1960                                                  | 1970                                                  | 1980                                                  | 1990                                                  |
| Einwohner                                             | 1.042                                                 | 969                                                   | 811                                                   | 734                                                   | 789                                                   | 816                                                   | 838                                                   | 1.011                                                 | 1.043                                                 | 1.177                                                 |
| Jahr                                                  | 2000                                                  | 2010                                                  | 2020                                                  | 2030                                                  | 2040                                                  | 2050                                                  | 2060                                                  | 2070                                                  | 2080                                                  | 2090                                                  |
| Einwohner                                             | 1.298                                                 | 1.357                                                 | 1.344                                                 |                                                       |                                                       |                                                       |                                                       |                                                       |                                                       |                                                       |

## Kultur und Sehenswürdigkeiten

### Öffentliche Einrichtungen
Das Brattleboro Memorial Hospital in Brattleboro ist das Krankenhaus für die Region. Es wurde im Jahr 1904 gegründet.

### Bildung
Whitingham bildet zusammen mit Wilmington den Twin Valley School District. Es gehört zur Windham South West Supervisory Union. Die Twin Valley Elementary School befindet sich in Wilmington; sie hat Klassen vom Pre-Kindergarten bis zur 5. Klasse.
Schülerinnen und Schüler der Klassen 6 bis 12 besuchen die Twin Valley Middle High School, die sich in Whitingham befindet.
Eine öffentliche Bücherei, die Whitingham Free Public Library befindet sich in Jacksonville.

## Persönlichkeiten

### Söhne und Töchter der Stadt
- Brigham Young (1801–1877), zweiter Präsident und Prophet der Kirche Jesu Christi der Heiligen der Letzten Tage
- Horace B. Smith (1826–1888), Politiker
- Harrie B. Chase (1889–1969), Jurist